# Kochiura attrita
Kochiura attrita är en spindelart som först beskrevs av Hercule Nicolet 1849.  Kochiura attrita ingår i släktet Kochiura och familjen klotspindlar. Inga underarter finns listade i Catalogue of Life.